# 12542 Laver
12542 Laver eller 1998 PN1 är en asteroid i huvudbältet som upptäcktes den 10 augusti 1998 av den australiensiske amatörastronomen John Broughton vid Reedy Creek-observatoriet. Den är uppkallad efter tennisspelaren Rod Laver.
Den tillhör asteroidgruppen Hygiea.